# Sveto rešnje telo in kri
Svéto réšnje teló in krí (tudi (pre)svéto réšnje teló ali krajše télovo) je katoliški praznik, posvečen češčenju najsvetejšega – evharistije.

## Opis
Praznik svetega rešnjega telesa se tradicionalno praznuje na prvi četrtek po nedelji Svete Trojice (ali 11 dni po binkoštni nedelji). Ker je to v številnih državah delovni dan, se čaščenje s procesijo vedno pogosteje prestavlja na prvo naslednjo nedeljo (telovo je dela prost dan v Avstriji in na Hrvaškem ter delih Nemčije).
Za ustanovitev praznika ima največ zaslug sveta Julija Lieška, ki je imela videnja, v katerih jo je Bog nagovarjal, da je treba ustanoviti tak praznik. Le tega je v lokalnem merilu potrdil lieški škof leta 1246. Po Julijini smrti je njeno delo nadaljevala blažena Eva Lieška in leta 1264 je papež Urban IV. (ki je bil prej naddiakon v Liegu) v buli Transiturus uradno razglasil praznik svetega rešnjega telesa in krvi.
Bistvo praznika je čaščenje posvečene hostije. Po katoliškem verovanju se hostija in vino pri evharističnem obredu na skrivnosten način spremenita v Jezusovo telo in kri – tako da materialno ostaneta kruh in vino, v substancialnem pomenu pa postaneta Jezusovo telo in kri. Posvečena hostija zato pomeni realno Jezusovo navzočnost in zato kristjanom predstavlja Najsvetejše. Kljub temu kristjani prej niso čutili potrebe po tem, da bi hostijo častili – Jezus je naročil: »Jejte od tega vsi«, ne pa »častite to vsi«. Zato je čaščenje svetega rešnjega telesa v začetku spremljalo nezaupanje. Praznik je še zdaj omejen na Rimskokatoliško Cerkev, na nekatere od vzhodnih katoliških Cerkva, Anglikansko Cerkev in Starokatoliško Cerkev.
Praznovanje svetega rešnjega telesa je tradicionalno povezano s slovesno telôvsko procesijo, ki pa je bila v Sloveniji v času SFRJ skoraj povsod prepovedana. V nekaterih krajih so zdaj obnovili tradicijo, drugod pa izvajajo procesijo le v simbolični obliki (kratek sprehod po cerkvi ali po cerkvenem dvorišču).